# 瓦房溝摩崖造像
瓦房溝摩崖造像位於四川省成都市簡陽市老龍鄉老龍村五組瓦房溝。分佈在長29米、寬3米，距地表高3米的岩壁上，呈弧形排列，共19盒，造像180尊。大林摩崖造像位於老龍鄉土地均村的千佛崖，共27盒，造像157尊。兩處石窟相距僅2公里，年代相近、內容約同。共計46盒357尊。造像均為唐代所刻。內容主要有釋迦說法、七佛、千佛、觀音等。瓦房溝第8號七佛盒：寬4.6米，高1.3米，深0.5米，像通高0.75米，像高0.46米，肩寬0.2米；觀音像通高0.75米，像高0.5米，肩寬0.12米，左手提淨瓶，右手持物不明，共有造像13尊。兩處石窟規模大、內容豐富、保存較好，具有較高的文物價值和藝術價值。是典型的中、晚唐摩崖石刻作品，對於研究中、晚唐的政治、經濟、文化、石刻藝術和宗教信仰都具有較高的價值。第三次全國文物普查新發現。2012年7月16日公佈為第八批四川省文物保護單位。